# Судбине (ТВ серија)
Судбине српска је телевизијска серија коју је емитовао Happy.
Серија је доку-ријалити форма која је инспирисана разним животним причама и судбинама људи. Приче нас воде у реалне проблеме људи, као и драматичне ситуације са којима се понекад сусрећу и личне трагедије које су иначе сакривене од очију јавности.

## Радња
Живот је испуњен различитим ситуацијама. Он је тајанствени мозаик, разоткривањем његових тајни остајемо разоткривени пред скривеним, као и што скривањем тајни, разоткривамо тајанствено.
Какве судбине могу да задесе сасвим обичне људе и како се они сналазе у новонасталим ситуацијама видећете у хит серији Судбине.